# Konstantyna Malytska
Konstantyna Malytska, född 1872, död 1947, var en ukrainsk författare och feminist. 
Hon skrev främst barnlitteratur. 
Hon var en av de drivande medlemmarna i Ukrainian Women's Union.